# Gentofte
Gentofte je předměstí Kodaně a zároveň centrum stejnojmenné obce v Dánsku. V roce 2017 mělo 75 805 obyvatel. Nejvýznamnější budovy jsou Gentoftská radnice, Gentoftská nemocnice a Gentoftský kostel. Významným krajinným prvkem je Gentoftské jezero.

## Významní rodáci
- Lars Ulrich (* 1963) – bubeník kapely Metallica